# 진양 화씨
진양 화씨(晋陽 化氏)는 경상남도 진주시를 본관으로 하는 한국의 성씨이다.
진양 화씨의 시조 화명신(化明臣)은 중국 명(明)나라 낭야(瑯琊) 사람으로 정유재란(丁酉再亂) 때 조선에 귀화했다. 화명신의 본래의 성은 화(花)씨이며 본래의 이름은 화광신(花光新)였다고 한다. 그는 명나라 중엽 이부상서(吏部尙書)를 지냈다. 만주의 여진족이 강성해지면서 북경을 점령한 청군(淸軍)이 낭야(瑯琊)에까지 밀려들자 화명신(化明臣)은 "어진 사람은 기회를 알고 행(行)한다"며 '예의의 나라' 조선으로 일가를 이끌고 망명하여 광주(廣州) 교외의 소영대(沼靈臺)에 터를 잡고 정착, 이름도 성도 숨기고 살았다고 한다. 조선 성종이 "중국의 화(花)씨가 조선에 귀화한 것은 향화(向化)의 의리"라며 화(化)씨를 성으로 내리고 경성군(慶城君)에 봉하였다고 한다. 그는 도승지(都承旨)에 기용됐다. 그러나 득성(得姓) 시조 화명신 이후 사성보첩(賜姓譜牒)을 잃었다. 헌종 때 후손들이 안동부(安東府)에 보존돼 있는 족보를 가까스로 찾아냈으나 원본이 크게 훼손돼 정확한 선계(先系)를 밝히지는 못하고 화명신(化明臣)의 6대손 화섭(化燮)을 1세조로 하여 세계(世系)를 이어왔다. 화섭은 영월(寧越)에서 진주(晉州)로 이주하여 진양을 본관으로 삼아 세계를 이어오고 있다.